# 澳新界

澳新界

澳新界是一個島嶼為主的生物地理分區，當中以澳大利亚為中心點。但動物的分界和植物的分界略有不同：澳新動物界包括了大洋洲（澳大利亞、新西兰和玻里尼西亞）、新幾內亞島嶼、印尼的東印尼群島、蘇拉威西、龍目島、松巴哇島、松巴島、佛羅勒斯島及帝汶島等地（印尼其他地方屬於東洋界）；但澳新植物界只包括澳大利亚和塔斯馬尼亞州。
澳新界包括了幾個太平洋的群島、俾斯麥群島、瓦努阿圖、所羅門群島及新喀里多尼亞。紐西蘭及周邊的群島是澳新界中的獨特次區域。
在生物學的立場，澳新界跟其他生態區域長期分隔，衍生了獨特的生物品種。澳洲和紐幾內亞的有袋哺乳動物數目非常大，譬如袋鼠、袋貂和袋熊。

## 生態區域

澳新界的生態群落